# Mayra Goñi
Mayra Alejandra Goñi Gastiaburu (Pisco, 1 de noviembre de 1992), conocida como Mayra Goñi o simplemente Mayra, es una actriz, cantante e influencer peruana. Es más conocida por los roles estelares de Yuru en la miniserie Yuru, la princesa amazónica y de Viviana Vílchez en las series Ven, baila, quinceañera y Los Vílchez.

## Biografía

### Primeros años
Debuta en la televisión en 2007 a la edad de los catorce años como protagonista de una miniserie producida por Michelle Alexander. Según una entrevista, Goñi recordó el primer casting para interpretar a Yuru y afirmó: «Necesitaban a una niña de ocho años y me dijeron que me tendrían en cuenta en el futuro. La sorpresa vino cuando, a los tres días, me llamaron para confirmarme que sería la protagonista».

### Carrera actoral
Goñi debuta actuando en la televisión en el año 2007, siendo descubierta por la productora Michelle Alexander, quien le da el papel protagónico de su nueva producción: la miniserie Yuru, la princesa amazónica, en donde comparte roles con Lucho Cáceres, Christian Ysla, Diego Bertie y Paloma Yerovi.
Luego, al año siguiente pasa a ser Grizel, una cantante de reguetón en la miniserie Los del barrio. En esta producción, ella comparte roles con Orlando Fundichely, Tula Rodríguez, Christian Domínguez y Erick Elera.
Luego, ese mismo año trabaja en la miniserie Magnolia Merino asumiendo un rol dramático como Wendy Solís y compartiendo roles con Ebelin Ortiz, Lucho Cáceres, Stephany Orúe, Oscar Beltrán y Sergio Galliani.
En 2011, pasa a formar parte del elenco de la miniserie Eva, como la hermana menor de la protagonista Eva Ayllón. Al año siguiente, participa en la serie La Faraona, producida por Efraín Aguilar, en donde interpreta a la estrella de cumbia Marisol durante su adolescencia y juventud.[cita requerida]
En 2012, tiene un paso por la pantalla grande de la mano del reconocido director Sandro Ventura en la película El buen Pedro, en donde interpreta a Susan y comparte roles con Natalia Salas y Adriana Quevedo.
En 2013, participa en la miniserie Los amores de Polo, personificando a la cantante Cecilia Bracamonte bajo el personaje ficticio de Jessica Sánchez, también bajo la dirección y producción general de Efraín Aguilar.
En 2014, participa en Perro guardián como Milagros, película protagonizada por Carlos Alcántara y dirigida por Bacha Caravedo y Daniel Higashionna.
Entre 2014 y 2015, participa como Mimi García en Locura de amor, serie protagonizada por Andrea Luna y Fernando Luque.
Entre 2015 y 2018, protagoniza la serie televisiva Ven, baila, quinceañera junto a Flavia Laos y Alessandra Fuller a lo largo de sus tres temporadas, en donde interpreta a una de las tres quinceañeras: Viviana Vílchez, compartiendo además roles con Patricia Portocarrero, Gustavo Borjas, Andrés Vílchez y Angie Arizaga.
En 2017, participa como Rebeca en la película musical Av. Larco en donde actúa junto a Juan Carlos Rey de Castro, Andrés Salas, Carolina Cano, María Grazia Gamarra, André Silva y Nicolás Galindo.
Entre 2017 y 2018, graba para la telenovela Te volveré a encontrar la cual se estrena en 2020, en donde interpreta a Barbie Romo compartiendo roles con Alondra García Miró, Denisse Dibós, Nicola Porcella, el colombiano George Slebi y el argentino Pablo Heredia.
Entre 2019 y 2020, protagoniza las dos temporadas de la serie Los Vílchez, en donde repite su personaje de Viviana Vílchez.
Desde 2020, radica en la ciudad de Miami, en donde trabaja presentándose a menudo en restaurantes y bares como cantante además de trabajar para una campaña publicitaria como influencer. Aunque regresa a Perú ya sea por vacaciones o propuestas laborales.
En 2023, participa en la tercera temporada del programa culinario El gran chef famosos, en donde queda en el puesto 11. Tiempo después, regresa en la quinta temporada del programa, quedando esta vez en el tercer puesto tras varias semanas de competencia.

### Carrera musical
Paralelamente con la actuación, Mayra incursiona en la música pasando a formar parte de la lista exclusiva de artistas de Newstarmusik, una compañía de manejo y desarrollo artístico que impulsa a nuevos talentos.
Goñi se inicia en la música de muy joven, siendo su primera participación musical profesional en la miniserie Yuru, la princesa amazónica en donde interpreta el tema principal.
Entre 2010 y 2011, participa en la orquesta de cumbia Alma Bella al lado de varias cantantes femeninas como Yolanda Medina y Micheille Soifer.
En 2012, concursa en el programa de telerrealidad de canto Operación Triunfo, conducido por Gisela Valcárcel en donde resulta ganadora tras tres meses de competencia. Goñi cantó la canción «Falsas esperanzas» de la estadounidense Christina Aguilera en la semifinal y que fue reeinterpretada en el estreno de la quinta temporada de El artista del año también conducido por Valcárcel.
En 2013, lanza su primer disco llamado Parece amor, del cual se desprende su primer sencillo llamado «Horas». Además, hace su debut en el teatro musical con el papel de Mimi en Rent el musical, la obra que cambió Broadway, producida por Broadway Perú, lanzándose así como solista en el género pop rock/balada.
Entre 2013 y 2014, participa en la banda sonora de la quinta y sexta temporada de la serie Al fondo hay sitio, con sus canciones «Tú estás aquí» para los personajes Yoni Gonzales (Joaquín Escobar) y Alicia Cotito (Mayra Najar), y «Parece amor» para los personajes Joel Gonzales (Erick Elera) y Cayetana Bogani (Alessandra Denegri).
En 2014, canta la canción «Soldado de Sión» que sirve como tema principal de la película Perro guardián.
En 2015, participa en Av. Larco: El musical en donde actúa y canta canciones propias del musical.
Entre 2015 y 2020, aparte de su participación actoral en Ven, baila, quinceañera, Los Vílchez y Te volveré a encontrar, también participa cantando algunos de los temas musicales de las tres producciones ficticias.
En 2017, forma parte de la banda sonora de la película Av. Larco, interpretando varias canciones junto a sus compañeros de reparto. Ese mismo año lanza junto al cantante e influencer Bukano el tema «Perú al mundial» el cual está inspirado paródicamente en «Criminal», tema de la dominicana Natti Natasha y el puertorriqueño Ozuna. Además pública su canción «Maldito» la cual posteriormente se convertiría en su canción de mayor éxito y reproducción.
En 2018, concursa en la segunda temporada del programa transmitido por América Televisión El artista del año, en donde queda en quinto puesto tras dos meses de competencia. También participa en su tercera temporada, titulada El dúo perfecto, quedando en séptimo puesto, junto con Natalia Salas.
Entre 2018 y 2019, lanza las canciones «Karma», «Vamos a escapar» junto a Álvaro Rod, «Sola y soltera» junto a Dunato y «Amantes a escondidas» junto al puertorriqueño Nesty.
En 2020, lanza las canciones «Te vas», «Víctima», «En peligro de extinción» y «2 horas», esta última junto a Nesty. Además, participa en el remix de «Calendario» junto a Emil, Nesty y Daniela Legarda, y pública el remix de su canción «Maldito» junto al dúo venezolano Piwaiti.
En 2021, participa en la banda sonora de la serie Junta de vecinos con su canción «Cae el telón» para los personajes Genoveva de la Colina (Cynthia Klitbo) y Américo Collareta (Sergio Galliani).

## Filmografía

### Televisión

#### Series y telenovelas
| Año       | Título                                      | Personaje                                    | Notas                                              | Ref.  |
| --------- | ------------------------------------------- | -------------------------------------------- | -------------------------------------------------- | ----- |
| 2007      | Yuru, la princesa amazónica                 | Yuru León                                    | Rol protagónico (Debut)                            |       |
| 2008      | Los del barrio                              | Grizel                                       | Rol principal                                      |       |
| 2008      | Magnolia Merino, la historia de un monstruo | Wendy Solís                                  | Rol principal                                      |       |
| 2011      | Eva                                         | Rosa Ayllón Urbina                           | Rol principal                                      |       |
| 2012      | La Faraona                                  | Marisol Ramírez (joven)                      | Rol principal                                      | [ 5 ] |
| 2012      | Solamente milagros                          | Carla                                        | Rol antagónico principal (Episodio: Mujer o madre) |       |
| 2013      | Los amores de Polo                          | Cecilia Bracamonte / Jessica Sánchez (joven) | Rol principal                                      |       |
| 2013      | Conversando con la Luna                     | Varios roles                                 | Roles principales                                  |       |
| 2014      | La mujer boa                                |                                              | Rol principal                                      |       |
| 2014–2015 | Locura de amor                              | Mimí García Vergaray                         | Rol principal                                      |       |
| 2015–2016 | Ven, baila, quinceañera                     | Viviana Milagros Vílchez Moscoso             | Rol protagónico antagónico                         |       |
| 2016–2017 | VBQ: Todo Por La Fama                       | Viviana Milagros Vílchez Moscoso             | Rol protagónico                                    |       |
| 2018      | VBQ: Empezando a Vivir                      | Viviana Milagros Vílchez Moscoso             | Rol protagónico                                    |       |
| 2019      | Los Vílchez                                 | Viviana Milagros Vílchez Moscoso             | Rol protagónico                                    |       |
| 2019      | Princesas (piloto)                          | Zamara Machuca Espinoza (Basada en Drizella) | Rol antagónico principal                           |       |
| 2020      | Los Vílchez 2                               | Viviana Milagros Vílchez Moscoso             | Rol protagónico                                    |       |
| 2020      | Te volveré a encontrar                      | Bárbara «Barbie» Romo Villanueva             | Rol principal                                      |       |

#### Programas
| Año       | Título                                                 | Rol                            | Notas                                                           | Ref.          |
| --------- | ------------------------------------------------------ | ------------------------------ | --------------------------------------------------------------- | ------------- |
| 2001      | Recargados de risa                                     | Ella misma                     | Concursante de secuencia (Ganadora)                             | [ 6 ]         |
|           | María Pía y Timoteo                                    | Ella misma                     | Integrante del elenco de baile                                  |               |
| 2010      | El gran show                                           | Ella misma                     | Refuerzo especial                                               |               |
| 2012      | Operación Triunfo                                      | Ella misma                     | Concursante (Ganadora)                                          |               |
| 2013      | América espectáculos                                   | Ella misma                     | Artista invitada                                                |               |
| 2014      | Cinescape                                              | Ella misma                     | Invitada especial                                               |               |
| 2017      | Cinescape                                              | Ella misma                     | Invitada especial                                               |               |
| 2016      | EEG: La revancha                                       | «Viviana Vílchez» (ella misma) | Invitada especial                                               |               |
| 2016      | Domingo al día                                         | Ella misma                     | Entrevistada                                                    |               |
| 2017      | Yo soy                                                 | «Rebeca» (ella misma)          | Artista invitada                                                |               |
| 2017      | Amor, amor, amor                                       | Ella misma                     | Invitada especial                                               |               |
| 2018      | Mujeres sin filtro                                     | Ella misma                     | Invitada especial                                               |               |
| 2018      | Mi mamá cocina mejor que la tuya                       | Ella misma                     | Participante invitada                                           | [ 7 ]         |
| 2019      | Mi mamá cocina mejor que la tuya                       | Ella misma                     | Participante invitada                                           |               |
| 2019      | El artista del año                                     | Ella misma                     | Participante (5.º puesto, séptima eliminada)                    |               |
| 2019      | El dúo perfecto                                        | Ella misma                     | Participante (7.º puesto, tercera eliminada, con Natalia Salas) |               |
| 2019      | Teletón 2019: De todos, para todos (edición especial)  | Ella misma                     | Artista invitada                                                |               |
| 2020      | En boca de todos                                       | Ella misma                     | Invitada especial                                               |               |
| 2021      | En boca de todos                                       | Ella misma                     | Invitada especial                                               |               |
| 2022      | En boca de todos                                       | Ella misma                     | Invitada especial                                               |               |
| 2020      | El wasap de JB                                         | Ella misma                     | Invitada especial                                               |               |
| 2020      | Estás en todas                                         | Ella misma                     | Invitada especial                                               |               |
| 2020      | El reventonazo de la chola                             | Ella misma                     | Invitada especial                                               |               |
| 2023      | El reventonazo de la chola                             | Ella misma                     | Invitada especial                                               |               |
| 2021      | América hoy                                            | Ella misma                     | Invitada especial                                               |               |
| 2022      | América hoy                                            | Ella misma                     | Invitada especial                                               |               |
| 2021      | Teletón 2021: En mi fuerza estás tú (edición especial) | Ella misma                     | Artista invitada                                                |               |
| 2022      | EEG: 10 años de guerra                                 | Ella misma                     | Invitada especial                                               |               |
| 2023      | ¿Cuál es el verdadero?                                 | Ella misma                     | Participante invitada (Cazafarsante)                            | [ 8 ]         |
| 2023      | Mande quien mande                                      | Ella misma                     | Invitada especial                                               |               |
| 2023      | El gran chef famosos 3                                 | Ella misma                     | Participante (Puesto 11, quinta eliminada)                      | [ 9 ]         |
| 2023      | EEG: El clásico                                        | Ella misma                     | Artista invitada                                                |               |
| 2023–2024 | El gran chef famosos: La revancha                      | Ella misma                     | Participante (3.⁰ puesto)                                       | [ 10 ] [ 11 ] |

### Cine
- El buen Pedro (2012) como Susan (Rol principal).
- Perro guardián (2014) como Milagros (Rol principal).
- Locos de amor (2016) como Josefa (Rol secundario).[12][13]
- Av. Larco: La película (2017) como Rebeca (Rol principal).
- Locos de amor 2 (2018) (Rol secundario).
- Retukiri tukiri (cortometraje) (2019) como Camila (Basada en María Pía Copello) (Rol protagónico).
- Hablando Huevadas: ¡Hijo de...! (2023) (Rol secundario).

### Spots publicitarios
- Globo Pop como Viviana Vílchez.
- Sedal (2019–2021) (con Renata Flores) como ella misma.

### Vídeos musicales
- Ven, baila, quinceañera (2015) (De Nicole Pillman) como Viviana Vílchez.
- Maldito (2017) como ella misma.
- Perú al mundial (2017) como ella misma.
- Karma (2018) como ella misma.
- Empezando a vivir (2018) (De Gaia) como Viviana Vílchez.
- Por la calle (2018) (De Josimar Fidel) como Viviana Vílchez.
- Vamos a escapar (versión urbana) (2019) como ella misma.
- Amantes a escondidas (2019) como ella misma.
- Rosado, el color más osado (2019) como ella misma.
- De todos, para todos (2019) como ella misma.
- 2 horas (2020) como ella misma.
- Víctima (2020) como ella misma.
- En peligro de extinción (2020) como ella misma.
- Resistiré (2020) como ella misma.
- Spirits #UnSoloEspíritu (2020) como ella misma.
- Color esperanza (2020) como ella misma.
- Calendario (Remix) (2020) como ella misma.
- Maldito (Remix) (2020) como ella misma.
- Te vas (2020) como ella misma.
- Verano activado (2021) como ella misma.

## Otros medios

### Teatro
- Rent, el musical: La obra que cambió Broadway (2013) como Mimi.[14]
- Av. Larco: El musical (2015) como Fantasy.[15]
- Av. Larco: El musical (Reposición) (2016) como Fantasy.
- Av. Larco: El musical (Reposición) (2020) como Fantasy.

### Radio
- Los40PorZoom (2020) como entrevistada (Radio: Los 40).

### Eventos
- No más bullying por más amor en los colegios (2023) como Embajadora.[16]

## Discografía

### Agrupaciones musicales
- Son del Norte (2010) como Vocalista.[6]
- Alma Bella (2010–2012) como Vocalista.[6]
- Sensación Salsera (2014–2016) como Vocalista.[6]

### Álbumes
- Parece amor (2013).
- Av. Larco: El musical (Lo mejor del rock peruano) (2015) como Colaboradora.

### Temas musicales
- «Yuru, la princesa de la selva» (2007)
- «Locuras» (2010) (con Son del Norte)
- «Niña tonta» (2010) (con Alma Bella)
- «Escríbeme» (2010) (con Alma Bella)
- «Mix Alma Bella» (2011) (con Alma Bella)
- «Nunca te voy a olvidar» (2011) (con Alma Bella)
- «Quiero que me llames» (2011) (con Alma Bella)
- «Fiesta Mix 3.0 Cumbias Sensuales de Amor: No me arrepiento de este amor/El amor es así/Ven a mi/ No te vayas» (2011) (con Alma Bella)
- «Sentir» (2011) (con Alma Bella)
- «Amiga mía» (2011) (con Alma Bella)
- «La reina de la cumbia» (2011) (con Alma Bella)
- «La loba» (2011) (con Alma Bella)
- «Es mejor bailar» (2012) (con Alma Bella)
- «La sobrita»
- «Yo me ilusione»
- «Te vi con ella»
- «Sinvergüenza» (con Amaya Hnos.)
- «Tú estás aquí» (2013)
- «Horas» (2013)
- «Ya no habrá un después» (2013)
- «Cállate» (2013)
- «Parece amor» (2013)[17]
- «Soldados de Sión» (2014)
- «Déjala» (2014) (con Sensación Salsera)
- «Día de suerte» (2014) (con Sensación Salsera)
- «Ya te olvidé» (2014) (con Sensación Salsera)
- «Todo lo bonito» (2014) (con Sensación Salsera)
- «Mix Caro Band» (2014) (con Sensación Salsera)
- «Me cansé de ser la otra» (2014) (con Sensación Salsera)
- «Corazón partío» (2014) (con Sensación Salsera)
- «Eres tú» (2016)
- «Voy a cambiar» (2016)
- «Maldito» (2017)[18]
- «Suna» (2017) (con Juan Carlos Rey de Castro)
- «Mujer noche» (2017)
- «Perú al mundial» (2017) (con Bukano)
- «VBQ: Empezando a vivir» (2017) (con Flavia Laos y Nicole Favre)
- «Mosca muerta»
- «Karma» (2018)
- «No soy tuya» (2018)
- «Sola y soltera» (2018) (con Dunato)[19]
- «Eres tú (versión bachata)» (2018) (con Boris Silva)
- «El mundo de mis sueños» (2018)
- «Dos mitades» (2018)
- «Contigo a la distancia (cover)» (2018)
- «Amantes a escondidas» (2019) (con Nesty)
- «Vamos a escapar (versión urbana)» (2019) (con Álvaro Rod)
- «De todos, para todos» (2019) (con varios artistas) (Teletón 2019)
- «Rosado, el color más osado» (2019) (con Renata Flores) (Sedal)
- «Orgullosa» (2020)
- «Amor imposible» (2020)
- «Víctima» (2020)[20]
- «Mix Juan Gabriel»
- «Te vas» (2020)
- «Maldito (Remix)» (2020) (con Piwaiti)
- «Calendario (Remix)» (2020) (con Emil, Daniela Legarda y Nesty)
- «Color esperanza» (2020) (con Son Tentación, Maricarmen Marín, la India, Daniela Darcourt y Anahí de Cárdenas)
- «En peligro de extinción» (2020)
- «2 horas» (2020) (con Nesty)
- «Resistiré» (2020) (con varios artistas)
- «Spirits #UnSoloEspíritu» (2020) (con varios artistas)
- «En mi fuerza, estás tú» (2021) (con varios artistas) (Teletón 2021)
- «Cae el telón» (2021)
- «Verano activado» (2021) (con Renata Flores) (Sedal)
- «Creo en mí (cover)» (2023)
- «Si me tenías (cover)» (2023)
- «Rabia (cover)» (2023)
- «Mix cumbia» (2024) (con Los Feijoo)

### Bandas sonoras
- Yuru, la princesa amazónica (2007)
- Al fondo hay sitio (2013–2014)
- Perro guardián (2014)
- Av. Larco: El musical (2015)
- Ven, baila, quinceañera (2016)
- VBQ: Todo por la fama (2017)
- Av. Larco: La película (2017)
- VBQ: Empezando a vivir (2017–2018)
- Teletón 2019: De todos, para todos (2019)
- Los Vílchez (2019–2020)
- Te volveré a encontrar (2020)
- Teletón 2021: En mi fuerza estás tú (2021)
- Junta de vecinos (2021–2022)

## Distinciones
| Año  | Distinción                                  | País | Ref.   |
| ---- | ------------------------------------------- | ---- | ------ |
| 2012 | Ganadora de Operación Triunfo               | Perú |        |
| 2023 | Uno de los 100 rostros más bellos del mundo | Perú | [ 21 ] |

## Premios y nominaciones
| Año  | Premio                       | Categoría            | Trabajo        | Resultado | Ref.   |
| ---- | ---------------------------- | -------------------- | -------------- | --------- | ------ |
| 2014 | Premios Luces de El Comercio | Mejor actriz de cine | Perro guardián | Nominada  | [ 22 ] |